# Cerithiella metula
Cerithiella metula là một loài ốc biển rất nhỏ, là động vật thân mềm chân bụng sống ở biển trong họ Cerithiopsidae. Loài này có ở các vùng nước thuộc châu Âu, Vịnh Maine, tây bắc Đại Tây Dương, và Vương quốc Anh Exclusive Economic Zone. Nó được Lovén mô tả năm 1846. Đây là một predator, omnivore, và scavenger.

## Hình ảnh

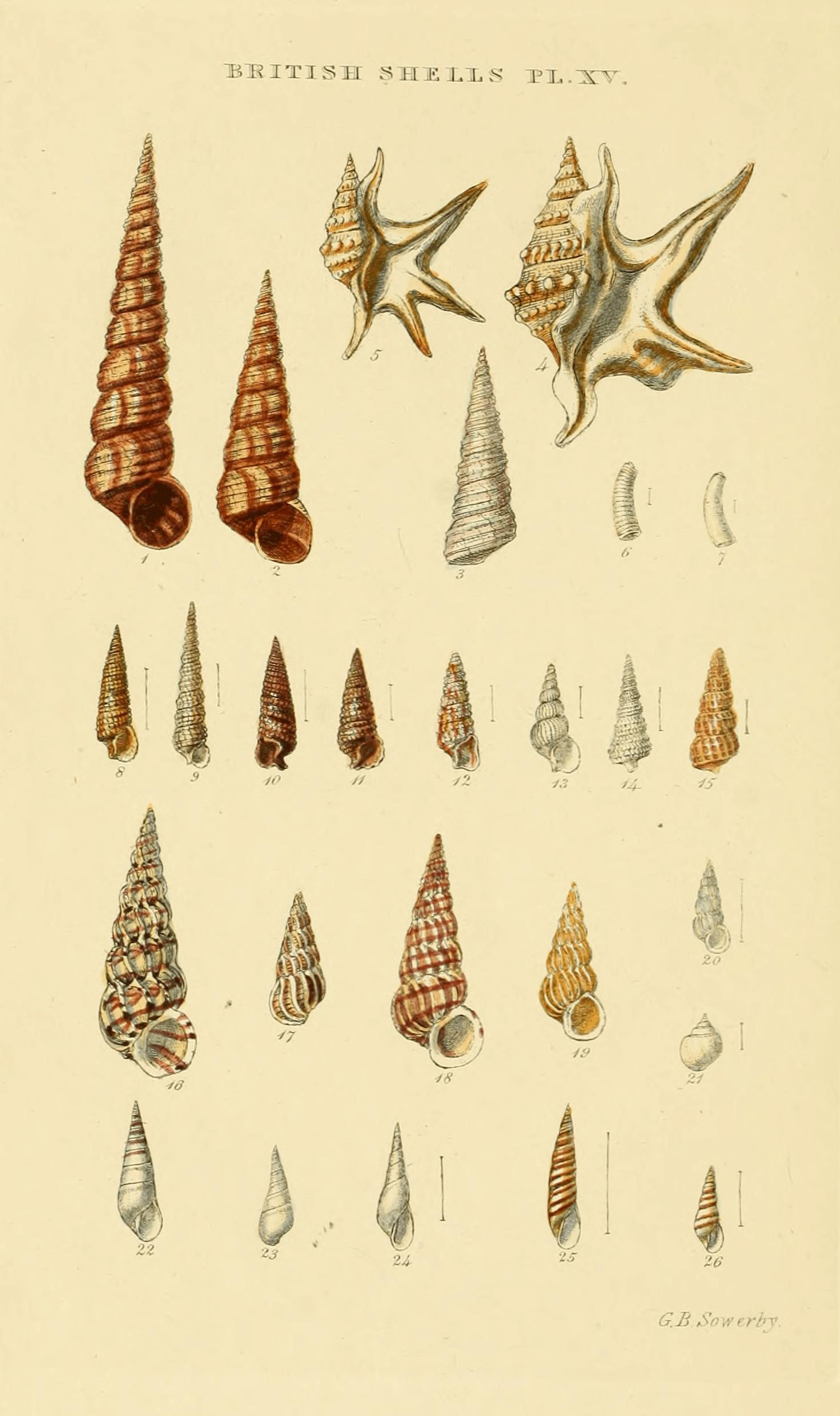